# غارات جوية أمريكية على غرب العراق
الهجوم الجوي الأمريكي على العراق، هو هجوم جوي أغارته طائرات أمريكية ضد أهدافًا لها في مناطق غرب ووسط العراق في بين 23 و24 يناير 2024.

## الخلفية
بعد انلاع الحرب الفلسطينية الإسرائيلية في 7 أكتوبر 2023، أثارت تلك الحرب جدل واسعًا حول العالم وأشعلت نيران المواجهة في المنطقة، فظهر هناك المتضامن والمتعارض، وكانت فصائل المقاومة الإسلامية المدعومة من إيران ضمن المتضامنين مع فلسطين ضد إسرائيل، إذ بدأت بضرب القواعد الأمريكية في العراق وسوريا باستمرار، كنوع من المناصرة للقضية الفلسطينية والحرب الجارية في قطاع غزة، وذلك بعد أيام من استهداف فصائل مسلحة عراقية لقواعد أمريكية في العراق.

## الهجوم
بعد منتصف الليل يوم 24 يناير 2024 قصفت طائرات أمريكية ثلاث مقرات تابعة لفصائل من المقاومة الإسلامية في العراق، منها كتائب حزب الله وفرق تتبع للحشد الشعبي، في منطقة السكك في قضاء القائم بمحافظة الأنبار غربي العراق، مما أدى إلى سقوط قتيلين وستة جرحى. وكذلك قصفت الطائرات الأمريكية منطقة السعيدات في جرف الصخر شمال محافظة بابل مقرًا للتدريب العسكري بالقرب من كلية عسكرية أدت لوقوع أربعة جرحى.

## ردود الفعل
جاء في بيان لمكتب رئيس الوزراء العراقي: « تتجاوز على سيادة العراق بشكل سافر، وتؤدي إلى "تصعيد غير مسؤول"، وأن العراق يتعامل مع هذه العمليات على أنها "أفعال عدوانية" تقوض سنوات من التعاون.»
وقال وزير الدفاع الأمريكي لويد أوستن: «نحن لا نسعى إلى تصعيد الصراع في المنطقة (...) لكننا على استعداد تام لاتخاذ مزيد من الإجراءات لحماية أناسنا ومنشآتنا.»
من جهتها، قالت القيادة العسكرية الأمريكية في الشرق الأوسط (سنتكوم) إن الضربات ضد كتائب حزب الله استهدفت "مقرات رئيسية ومواقع تخزين وتدريب على الصواريخ والمقذوفات الصاروخية والطائرات المسيرة المفخخة".